# Adolphe Goemaere
Adolphe Joseph Henri Goemaere (7. svibnja 1895. — 12. rujna 1970.) je bivši belgijski hokejaš na travi. Igrao je u veznom redu.
Osvojio je brončano odličje na hokejaškom turniru na Olimpijskim igrama 1920. u Antwerpenu (Anversu) igrajući za Belgiju. 
Sudjelovao je na još jednim Olimpijskim igrama. Na hokejaškom turniru na Olimpijskim igrama 1928. u Amsterdamu je igrajući za Belgiju osvojio 4. mjesto. Igrao je samo zadnji belgijski susret na turniru, za broncu. 

## Vanjske poveznice
- Profil na Sports Reference.com  Arhivirana inačica izvorne stranice od 19. svibnja 2011. (Wayback Machine)